# Qatar Tourism Authority
De Qatar Tourism Authority (QTA)(الهيئة العامة للسياحة) is een overheidsinstelling van Qatar en is eindverantwoordelijk voor de opstelling en het beheer van de wet- en regelgeving rond de ontwikkeling en stimulering van toerisme in Qatar. De instelling is verantwoordelijk voor toeristische attracties en accommodatie voor bezoekers en heeft tot taak de toeristische sector van Qatar te laten groeien en diverser te maken. Daarnaast moet het ervoor zorgen dat toerisme een steeds prominentere rol inneemt in het bbp van Qatar en dat toekomstige groei en sociale ontwikkeling wordt gestimuleerd.
De 'Qatar National Tourism Sector Strategy 2030' (QNTSS) is een document dat is gepubliceerd in februari 2014 en dat gaat over de toekomstige ontwikkeling van de toerismesector. Dit document wordt gehanteerd als leidraad voor de werkzaamheden van de QTA.

## Visumvrijstelling
Burgers uit landen van de Samenwerkingsraad van de Arabische Golfstaten (Bahrein, Koeweit, Oman, Saoedi-Arabië en de Verenigde Arabische Emiraten) hebben geen visum nodig om naar Qatar te reizen.

## Visa voor reizigers naar Qatar
Burgers uit een van de onderstaande 34 landen hoeven van tevoren geen visum aan te vragen. Zij kunnen bij aankomst in Qatar een visumvrijstelling krijgen. De vrijstelling is 180 dagen geldig vanaf de afgiftedatum en geeft de houder het recht tot 90 dagen in Qatar te verblijven, gespreid over een of meerdere reizen.
| 1. Bahama's 2. België 3. Bulgarije 4. Cyprus 5. Denemarken 6. Duitsland 7. Estland 8. Finland 9. Frankrijk 10. Griekenland 11. Hongarije 12. IJsland | 13. Italië 14. Kroatië 15. Letland 16. Liechtenstein 17. Litouwen 18. Luxemburg 19. Maleisië 20. Malta 21. Nederland 22. Noorwegen 23. Oostenrijk 24. Polen | 25. Portugal 26. Roemenië 27. Seychellen 28. Slovenië 29. Slowakije 30. Spanje 31. Tsjechië 32. Turkije 33. Zweden 34. Zwitserland |

Burgers uit een van de onderstaande 46 landen hoeven van tevoren geen visum aan te vragen. Zij kunnen bij aankomst in Qatar een visumvrijstelling krijgen. De vrijstelling is 30 dagen geldig vanaf de afgiftedatum en geeft de houder het recht om tot 30 dagen in Qatar te verblijven. De vrijstelling kan worden gebruikt voor een of meerdere reizen en kan met 30 dagen worden verlengd.
| 1. Andorra 2. Argentinië 3. Australië 4. Azerbeidzjan 5. Bolivia 6. Brazilië 7. Brunei 8. Canada 9. Chili 10. China 11. Colombia 12. Costa Rica 13. Cuba 14. Ecuador 15. Georgië 16. Guyana | 17. Hongkong 18. Ierland 19. India 20. Indonesië 21. Japan 22. Kazachstan 23. Libanon 24. Macedonië 25. Maldiven 26. Mexico 27. Moldavië 28. Monaco 29. Nieuw-Zeeland 30. Oekraïne 31. Panama 32. Paraguay | 33. Peru 34. Rusland 35. San Marino 36. Singapore 37. Suriname 38. Thailand 39. Uruguay 40. Vaticaanstad 41. Venezuela 42. Verenigd Koninkrijk 43. Verenigde Staten 44. Wit-Rusland 45. Zuid-Afrika 46. Zuid-Korea |

## Toeristenvisum voor Qatar
Personen die per vliegtuig naar Qatar reizen, kunnen online bij de luchtvaartmaatschappij een toeristenvisum voor Qatar aanvragen. Om een aanvraag in te dienen, moeten reizigers:
- online een formulier invullen;
- de vereiste documenten uploaden (waaronder een kopie van het paspoort en pasfoto's);
- boekingsgegevens van de luchtvaartmaatschappij overleggen;
- online betalen met een geldige creditcard.

Iedereen die met Qatar Airways naar Qatar reist, kan de aanvraag voor een toeristenvisum online starten. Dit kan voor de passagier zelf en voor de reizigers die via dezelfde boeking meereizen.

## Doorreisvisum voor Qatar
Passagiers van Qatar Airways die een tussenstop maken in Qatar kunnen een doorreisvisum aanvragen. Dit gratis visum is 96 uur geldig en is beschikbaar voor passagiers van alle nationaliteiten. Omdat er echter bepaalde voorwaarden aan verbonden zijn, worden visa alleen afgegeven door het ministerie van Binnenlandse Zaken van Qatar.

## Visa voor burgers uit GCC-landen die naar Qatar reizen
Burgers uit landen van de Samenwerkingsraad van de Arabische Golfstaten (GCC) die een toegelaten beroep uitoefenen en de personen die met hen meereizen, kunnen bij aankomst in Qatar een visum voor burgers uit GCC-landen aanvragen. Het visum is geldig voor één reis en kan worden verkregen voor QAR 100, te betalen per creditcard. Het visum is 30 dagen geldig en kan worden verlengd met 3 maanden. Reizigers die gebruik willen maken van een dergelijk visum kunnen bij aankomst in Qatar worden gevraagd om officiële documentatie te overleggen waarop hun beroep staat vermeld.